# Naile Sultan (dcera Abdulhamida II.)
Naile Sultan (9. února 1884 – 25. října 1957) byla osmanská princezna. Byla dcerou sultána Abdulhamida II. a Dilpesend Kadınefendi.

## Mládí
Naile Sultan se narodila 9. února 1884 v paláci Yıldız v Istanbulu. Jejím otcem byl osmanský sultán Abdulhamid II. a její matkou byla Dilpesend Kadınefendi, dcera Maksuda Giraye Beye. Byla šestým dítětem a čtvrtou dcerou svého otce, a jediným dítětem své matky. Učila se hrát na piano, harmoniku a violoncello.
V roce 1901 ji její otec zasnoubil s Cemaleddinem Beyem, třetím synem Gazi Osmana Paši, zatímco jeho starší synové byli zasnoubeni s jejími staršími sestrami; Zekiye Sultan a Naime Sultan. Zásnuby však byly v roce 1904 zrušeny, jelikož byl odhalen Cemaleddinův intimní poměr s Hatice Sultan, dcerou sultána Murada V.

## Manželství
V roce 1905 ji její otec provdal za Arifa Hikmeta Pašu, syna velkovezíra Abdurrahmana Nurettina Paši. Svatba se konala 27. února 1905 v paláci Kuruçeşme. Z tohoto manželství nevzešli žádní potomci. Její manžel byl velmi milý a vážený člověk. Nikdy práci nevěnoval mnoho času a žili spolu šťastně.

## Život v exilu
V březnu roku 1924 byli všichni členové dynastie vyhoštěni do exilu. Pár se usadil v Beirutu v Libanonu. Naile zde žila skutečným orientálním stylem života. Ona i její manžel byli velmi bohatí a rozhodli se zde žít stejný styl života jako v Istanbulu. Žili spolu velmi pohodlný život v domě, který byl rozdělen na harém a na soukromou obytnou část.
Obytnou část využíval její manžel k přijímání návštěv, zatímco Naile využívala harémovou část a nepřijímala návštěvy vůbec žádných mužů. Jediný muž kromě jejího manžela, který harém navštívil, byl manžel její sestry Refie Sultan.

## Pozdější život a smrt
Její manžel Arif zemřel v roce 1944 a v roce 1952 se Naile vrátila do Istanbulu, kdy bylo povoleno vrátit se ženským členům dynastie zpět na území Turecka. Zde se usadila ve čtvrti Erenköy a zemřela 25. října 1957 ve věku 73 let. Byla pohřbena na hřbitově Yahya Efendiho v Istanbulu.